# Turnul Archebuzierilor din Sibiu

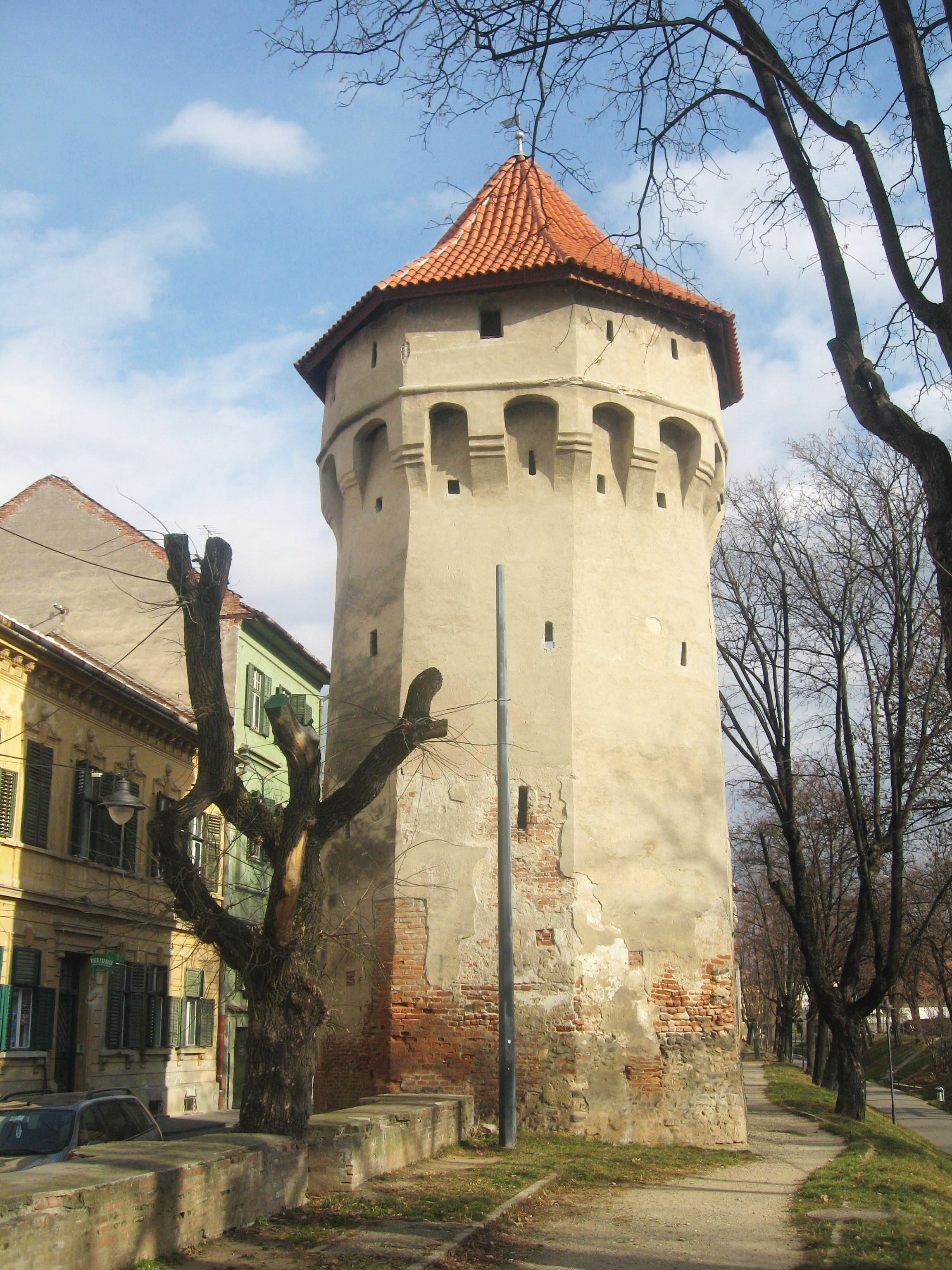
Turnul Archebuzierilor

Turnul Archebuzierilor din Sibiu (în germană Hermannstädter Armbrusterturm), denumit ulterior Turnul Postăvarilor (Pânzarilor), este un turn construit în secolul al XIV-lea în orașul Sibiu și care făcea partea din cea de-a treia centură de fortificații a orașului. Este cel mai sudic dintre cele trei turnuri aflate pe str. Cetății (în germană Harteneckgasse, după numele primarului Johann Sachs von Harteneck).
Incinta a III-a a ansamblului fortificațiilor orașului medieval Sibiu, din care fac parte Turnuri de apărare, Turnul Dulgherilor, Turnul Olarilor, Turnul Archebuzierilor, Turn de Poartă și curtine edificate în perioada 1357-1366, a fost inclusă pe Lista monumentelor istorice din județul Sibiu din anul 2004, având codul de clasificare SB-II-m-A-12010.03.

## Istoric
Cea de-a III-a incintă fortificată a orașului datează din perioada 1357-1366. Dintre turnurile de apărare componente ale acestei incinte, cele mai puțin atinse de vicisitudinile vremii sunt cele trei turnuri aflate pe strada Cetății și anume Turnul Archebuzierilor, Turnul Olarilor și Turnul Dulgherilor.
Dintre aceste trei turnuri, cel mai sudic este Turnul Archebuzierilor. Denumirea sa provine de la prezența la primul nivel a unor metereze în formă de gaură de cheie, prin care se putea trage cu archebuza. În decursul timpului, acest turn a fost modificat și supraînălțat.  Ulterior, a fost denumit Turnul Postăvarilor sau al Pânzarilor.
Turnul Archebuzierilor a fost restaurat în perioada 1967-1972.

## Arhitectură
Turnul Archebuzierilor este construit din piatră (până la înălțimea de circa 1 metru) și din cărămidă (de la circa 1 m până sus). Are formă de prismă ortogonală. Cinci din laturile sale sunt situate în exteriorul incintei fortificate. 
La primul nivel se află metereze în formă de gaură de cheie, realizate în special pentru a permite executarea focului de archebuze. Partea superioară a turnului este ieșită în afară și sprijinită, la fel ca majoritatea turnurilor sibiene, pe console în ale căror arce de legătură sunt prevăzute guri de aruncare.

## Imagini

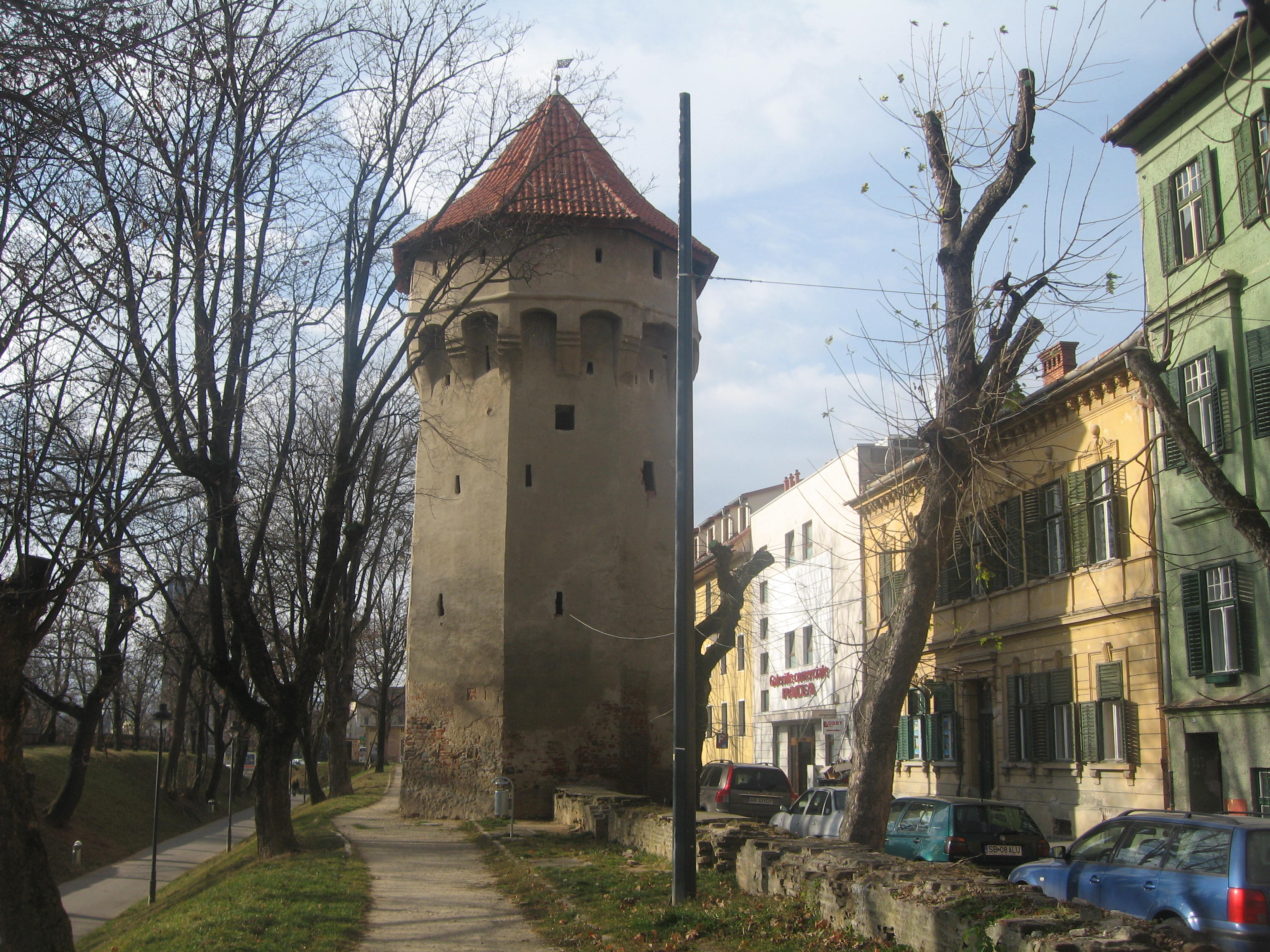
Turnul Archebuzierilor - vedere dinspre nord
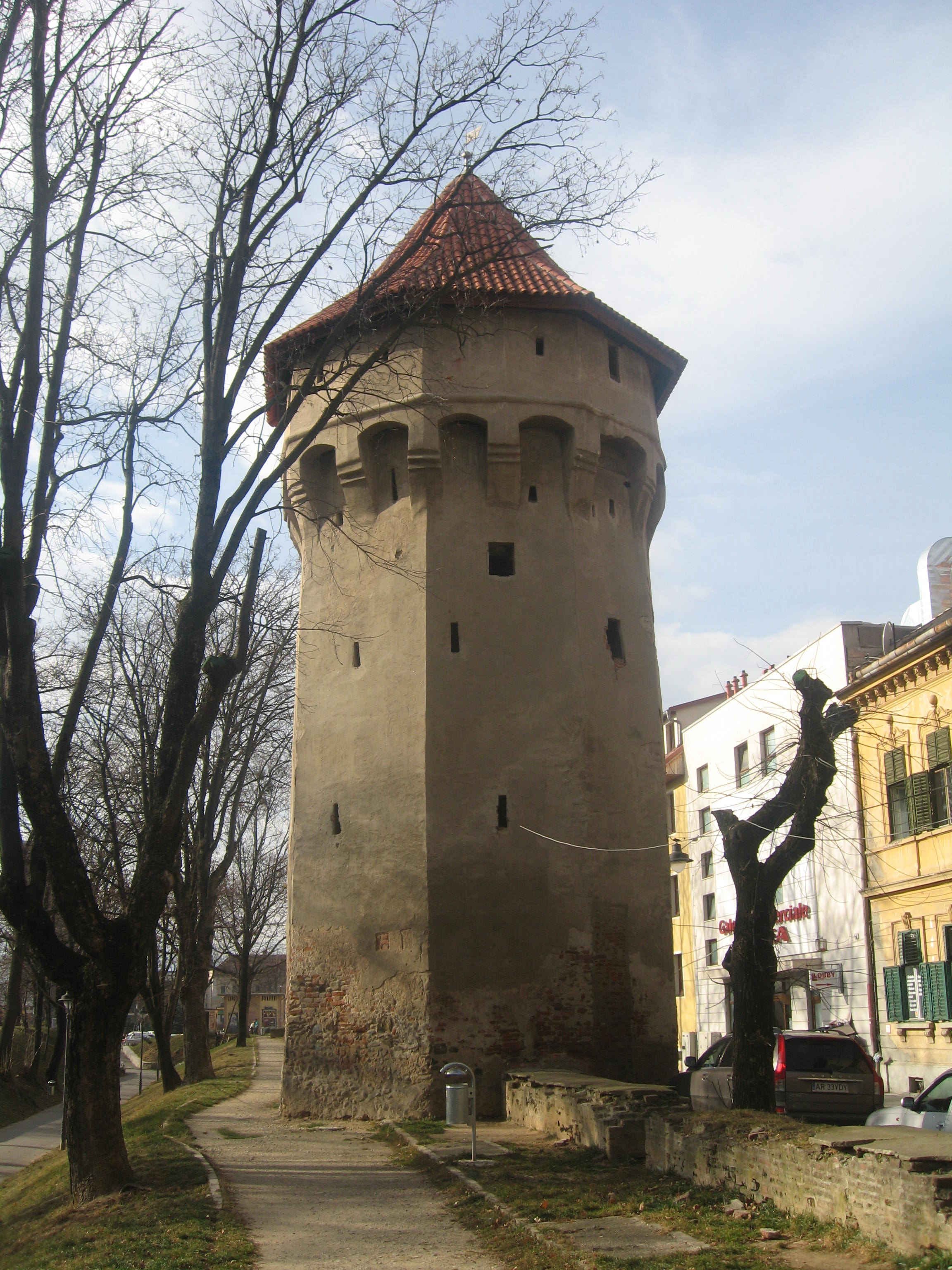
Turnul Archebuzierilor
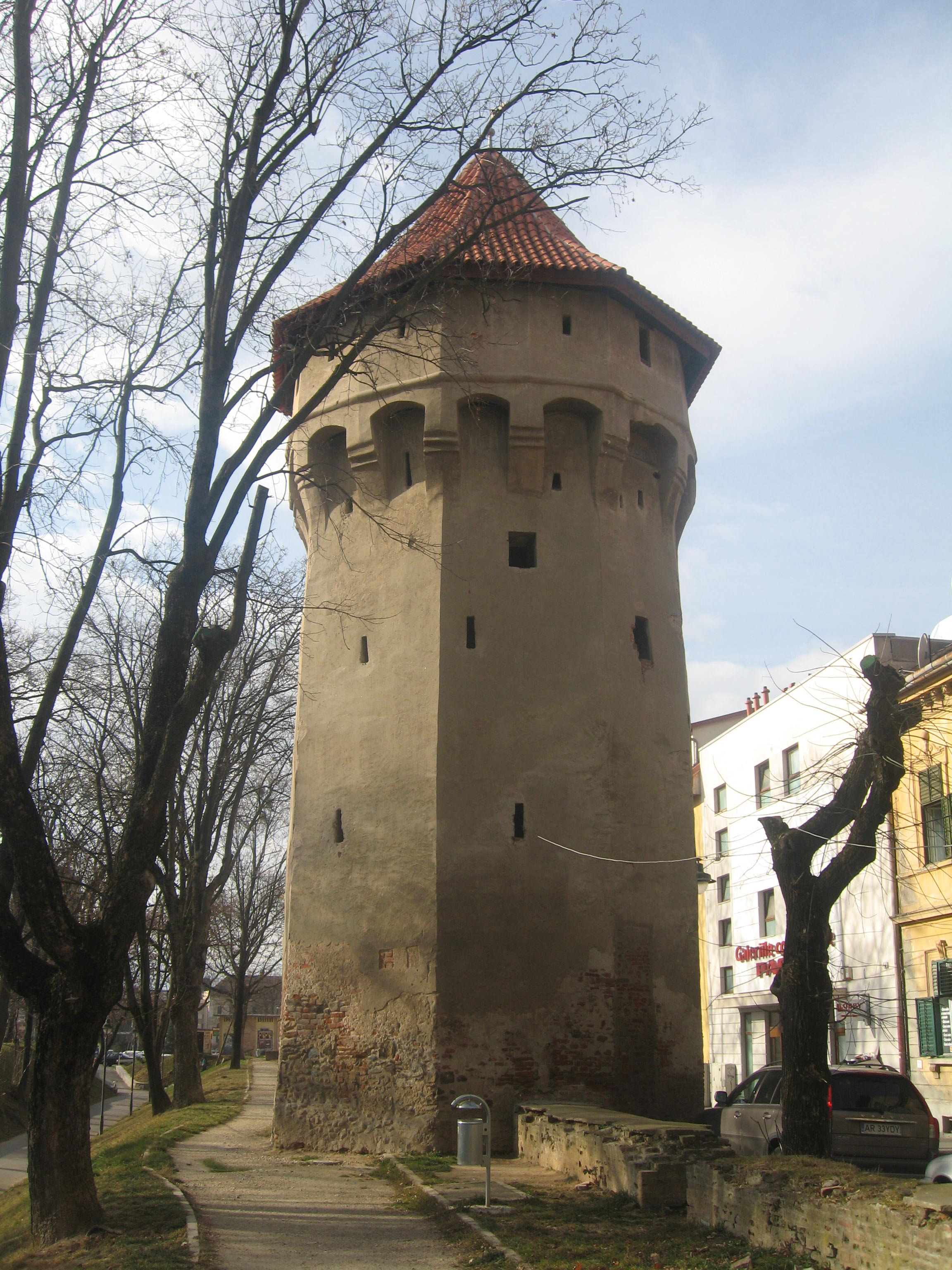
Turnul Archebuzierilor
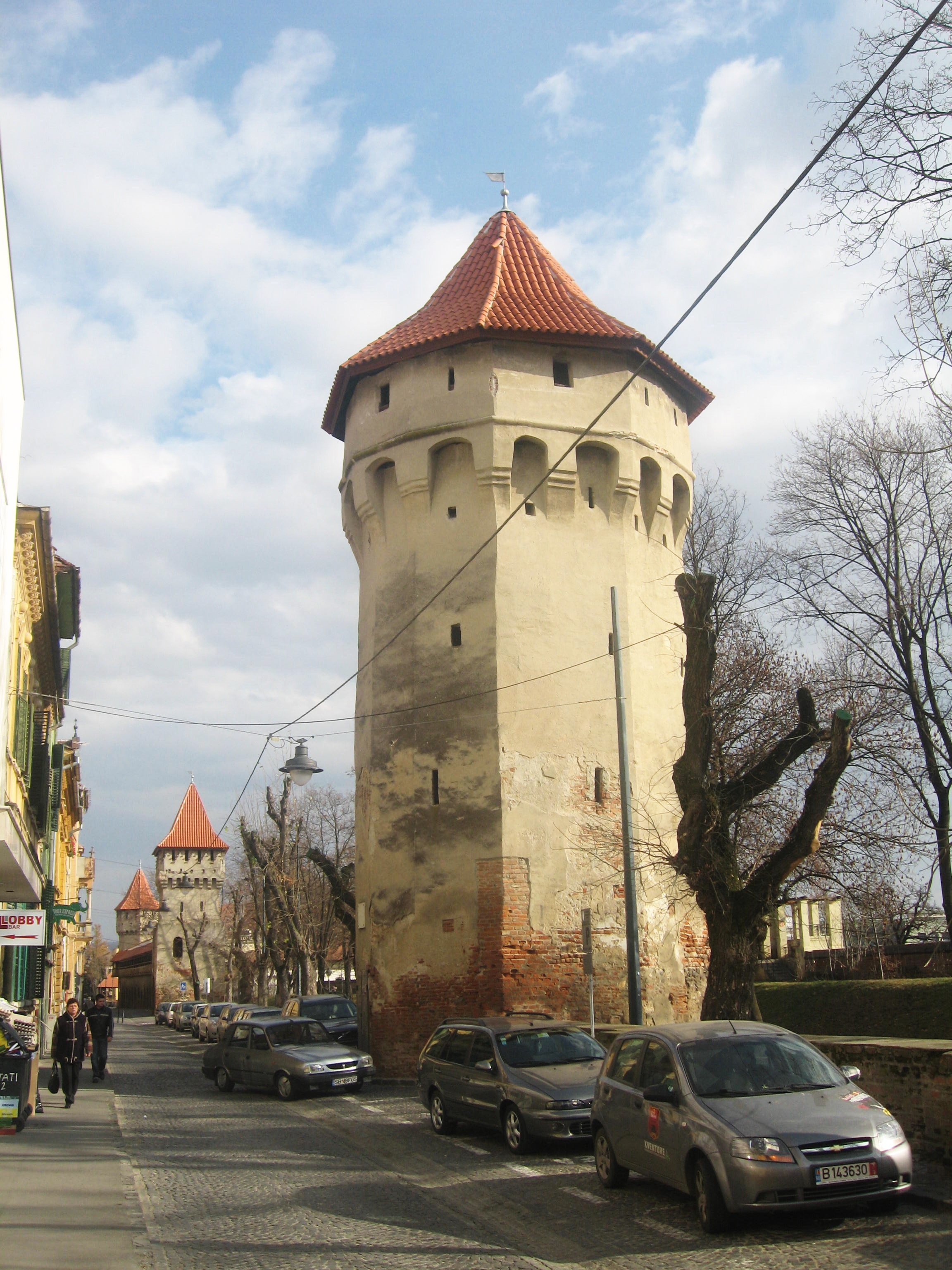
Turnul Archebuzierilor - vedere dinspre sud